# Consejo Nacional de Universidades (Nicaragua)
El Consejo Nacional de Universidades (CNU) de Nicaragua, es la institución rectora del sistema educativo superior de Nicaragua.

## Breve historia
El CNU fue fundado el 5 de abril de 1990, mediante la ley de Autonomía de las Instituciones de Educación Superior de Nicaragua. Sus oficinas centrales están ubicadas en la ciudad capital, Managua y mantiene constante comunicación con sus universidades miembros, pues no cuenta con sedes en ninguna otra parte del país.

## Principios
- Autonomía
- Cientificidad
- Democracia
- Equidad
- Equidad de género
- Honestidad
- Interculturalidad
- Justicia
- Libertad
- Nacionalismo
- Paz
- Rendición social de cuentas
- Respeto
- Responsabilidad
- Solidaridad
- Tolerancia
- Transparencia

## Miembros del CNU
1. Universidad Nacional Politécnica (UNP)[3]
2. Universidad Nacional Casimiro Sotelo Montenegro
3. Universidad Nacional Autónoma de Nicaragua - León (UNAN-León)[4]
4. Universidad Nacional de Ingeniería (UNI)[5]
5. Universidad Nacional Autónoma de Nicaragua - Managua (UNAN-Managua)[6]
6. Universidad Nacional Agraria (UNA)
7. Universidad Nacional Multidisciplinaria "Ricardo Morales Avilés" (UNM-RMA) [7]
8. Universidad Católica del Trópico Seco (UCATSE)[8]
9. Bluefields Indian & Caribbean University (BICU)[9]
10. Universidad de las Regiones Autónomas de la Costa Caribe Nicaragüense (URACCAN)[10]

## Gremios asociados
1. Federación de Profesionales Docentes de la Educación Superior – Nicaragua (FEPDES).
2. Unión Nacional de Estudiantes de Nicaragua (UNEN).
3. Federación de Sindicatos de Trabajadores Universitarios de Nicaragua (FESITUN)